# Zabarî, Domanivka
Zabarî (în ucraineană Забари) este un sat în așezarea urbană Domanivka din regiunea Mîkolaiiv, Ucraina.

## Demografie
Componența lingvistică a localității Zabarî
     Ucraineană (94,55%)
     Română (4,28%)
     Rusă (1,17%)
Conform recensământului din 2001, majoritatea populației localității Zabarî era vorbitoare de ucraineană (94,55%), existând în minoritate și vorbitori de română (4,28%) și rusă (1,17%).